# Walther Wever
Walther Wever (Wilhelmsort, 11 novembre 1887 – Dresda, 3 giugno 1936) è stato un generale tedesco, comandante dello Stato Maggiore Generale della Luftwaffe dal 1935 al giorno della sua morte avvenuta per un incidente aereo nel 1936. Fu acceso sostenitore dell'importanza strategica che il bombardamento aereo poteva avere in un futuro conflitto e promotore, in tal senso, del "programma Ural Bomber" sospeso dopo il suo decesso.

## Biografia
Wever nasce a Wilhelmsort, una cittadina del Kreis Bromberg, nell'allora Prussia, ora in territorio polacco. Figlio di Arnold Wever, direttore della Berliner Ansiedlungsbank, e nipote del generale prussiano Carl Georg Wever, acquisisce la maturità al liceo Steglitz prima di continuare le tradizioni militari del nonno paterno entrando alla scuola ufficiali e stabilendosi a Schweid.